# Coram Automotive
Coram Automotive Limited war ein britischer Hersteller von Automobilen.

## Unternehmensgeschichte
Steven Turner und James Wagstaffe gründeten am 19. September 2001 das Unternehmen in Glasgow in Schottland. Sie begannen mit der Produktion von Automobilen und Kits. Der Markenname lautete Coram. 2003 endete die Produktion. Am 16. Oktober 2003 wurde das Unternehmen aufgelöst. Insgesamt entstanden etwa vier Exemplare.
Turner Automotive Design und später Clyde Auto & Marine setzten die Produktion fort.

## Fahrzeuge
Das einzige Modell war der LMP. Dies war ein Rennsportwagen mit Straßenzulassung. Die Basis bildete ein Spaceframe-Rahmen. Die offene Karosserie bot Platz für zwei Personen. Motoren von der Suzuki Hayabusa oder von Kawasaki waren zwei von mehreren zur Wahl stehenden Antriebsquellen. Bausätze kosteten ab 14.995 Pfund und Komplettfahrzeuge ab 19.995 Pfund, jeweils zuzüglich Mehrwertsteuer.